# Oskar Wilda
Oskar Wilda (Danzig, 1862. december 31. – 1920 után) német író, újságíró.

## Élete
Az egyetemen filológiát tanult, 1887-ben szerezte meg doktori címét Ortlichen Verbreitung der 12zeiligen Schwifreimstrophie in England című munkájával. 1890-ben a breslaui Hausfreund, Breslauer Sonntagsblatt és Heimat című lapok szerkesztője lett. 1893-ban Berlinbe költözött, ahol az Illustrierte Frauenzeitung című lapot szerkesztette, de alig egy év után, 1894-ben visszatért Breslauba, ahol a Breslauer Zeitung és a Nord und Süd című lapokat szerkesztette, valamint professzor volt. Szépirodalmi tevékenysége egyetlen kötetre terjed, ez 1892-ben jelent meg Lustige Geschichten címmel. Írói álneve Oskar Adliw volt. Egy leánya született, Edith Wilda. Halálának pontos dátuma nem ismert, az 1920-ban megjelent 100 Jahre Breslauer Zeitung című kiadvány még mint élő személyt említi.